# Güle-Güle
Güle-Güle (귤레귤레?), è un film del 2024 diretto da Ko Bong-soo.

## Trama
In viaggio d'affari in Turchia, Lee Dae-sik ha già preparato tutto per tornare in patria in Corea del Sud quando il suo capo, Ko Won-chang, decide di trattenersi qualche giorno per un'escursione turistica in Cappadocia che poi penserà lui a giustificare con l'azienda.
Raggiunta la destinazione, i due incontrano nel loro stesso albergo una coppia di turisti coreani che condividerà con loro il giro turistico. Lee Jeong-wha e Na Byung-sun sono in profonda crisi, con lei che non sopporta di vederlo bere e lui che, nonostante l'abbia giurato, sfrutta ogni pretesto per ubriacarsi, imbarazzando ed esasperando la moglie.
La guida Ismail si occupa di accompagnare il piccolo gruppo di coreani che comprende anche una mamma con due giovani figlie, tutte molto prese dal riferire le proprie esperienze sui social.
Dae-sik, introverso e imbranato di suo, sembra particolarmente turbato durante tutta l'escursione e il fatto che la guida voglia spronarlo non fa che acuire questo suo malessere. Al tempo stesso gli attriti della coppia in crisi emergono in maniera sempre più evidente con scenate di fronte a tutti.
Nella cena al termine della giornata, tutti bevono un po' troppo, e quando Jeong-hwa rimprovera per l'ennesima volta il marito evidentemente ubriaco, questo accenna ad una brusca reazione che innesca un imprevedibile scatto d'ira di Dae-sik in difesa della stessa. Ne nasce una rissa nella quale i due uomini se le danno di santa ragione prima di essere separati.
La coppia viene esclusa dal prosieguo del giro turistico che in realtà subisce una pausa perché il previsto giro in mongolfiera non è possibile per il meteo avverso. Jeong-wha resta sola in attesa di ripartire per Istanbul mentre Dae-sik, scosso dai fatti della sera precedente, preferisce rimanere in albergo e non seguire gli altri che improvvisano un'escursione.
Dae-sik in realtà vuole avvicinare Jeong-wha e ci riesce a pranzo. Scopriamo così che i due si conoscono e che lei è proprio quella donna che, con il suo rifiuto all'epoca dell'università, avrebbe bloccato Dae-sik nel suo successivo rapporto con l'altro sesso, come spiattellato a tutti la sera precedente a cena dal suo capo Won-chang. Lei lo ricorda bene ma non immaginava di essere stata così importante. Tra i due c'è un'indubbia complicità che permette loro di trascorre insieme una bellissima giornata.
Il giorno seguente ritorna Byung-sun e lei, che pure non ha alcuna intenzione di farvi pace, decide di tornare ad Istanbul con lui, mentre Dae-sik segue gli altri perché finalmente si può partire con la mongolfiera.
I due si guardano a distanza e riflettono se questa seconda opportunità meriti più fortuna della prima.

## Accoglienza

### Critica
Secondo Lev Kalman, la pellicola per alcuni aspetti riporta a grandi film d'autore coreani ma rispetto ad essi ha una vena romantica e sdolcinata che richiama le atmosfere dei K-drama.